# Гомельский вагоноремонтный завод
Го́мельский вагоностроительный завод — предприятие по ремонту и изготовлению пассажирских вагонов для нужд железных дорог, расположенное в городе Гомель, Белоруссия. Входит в состав Белорусской железной дороги.

## История завода
Завод основан в 1874 году как паровозовагоноремонтные мастерские Либаво-Роменской железной дороги. В 1929 году на базе мастерских создан паровозовагоноремонтный завод. Название Гомельский вагоноремонтный завод с 1945 года.
Во время Великой Отечественной войны оборудование завода было эвакуировано на Уфимский паровозоремонтный завод.
В 1945 году в Гомеле возобновляется ремонт пассажирских вагонов и выпуск запасных частей. С 1959 года завод перешёл на ремонт цельнометаллических пассажирских вагонов.
В 1948—1957 годах завершается полное восстановление завода, происходит наращивание производственных мощностей. МПС принимает решение о специализации завода на ремонте цельнометаллических вагонов (ЦМВ). Осваивается ремонт ЦМВ багажных, почтовых, купейных.
В 1961—1967 годах создается отделение по покрытию поверхностей деталей вагонов.
В 1964 году вводится цех по разборке вагонов и комплектованию деталей и узлов, отопление завода переводится с парового на водяное.
В 1977 году организован самостоятельный инструментально-метизный цех. Вскоре сдается в эксплуатацию новое здание транспортного цеха.
В 1980—1991 годах внедряются сетевые графики ремонта вагонов, вводятся прогрессивные технологические процессы, осваивается выпуск непродовольственных товаров народного потребления (ТНП).
В 1991—1999 годах проводится внедрение мероприятий по совершенствованию производства в рыночных условиях, осваивается выпуск новых ТНП.
Проведенная заводом работа по освоению новых производственных мощностей позволила с 1 января 2002 года приступить к ремонту кузова пассажирских вагонов постройки Тверского ВСЗ.
В 2000—2012 гг. в истории коллектива завода перевернута новая страница — завод приступил к строительству пассажирских вагонов совместно с ОАО «Крюковский вагоностроительный завод».
Учитывая изменившеюся специфику производства, переход от ремонта вагонов к их изготовлению, в ноябре 2011 года завод реорганизован в Закрытое акционерное общество «Гомельский вагоностроительный завод».

## Продукция завода
Гомельский ВРЗ производит основной ремонт вагонов в объёме деповского, заводского, капитального, капитально-восстановительного.
Осуществляет ремонт более 150 типов вагонов различного назначения, включая:
2-осные и 4-осные вагоны: пассажирские, плацкартные, купейные, мягкие, РИЦ, межобластные, пригородные;
дефектоскопы: магнитные, ультразвуковые и др.;
лаборатории: дифектоскопные, весоизмерительные, флюорографические, метеорологические и др.;
станции: мостоиспытательные; тоннелеобследовательные; водонасосные; радиостанции; электростанции и др.;
вагоны специального назначения: почтовые, багажные, почтово-багажные, банковские, служебные, рестораны, кухни, бани, аптеки, клубы, врачебные, санитарные, спецбагажные, связи, цирка, техпропаганды и др.
Гомельский вагоноремонтный завод единственный в Республике Беларусь производит выпуск чугунной тормозной колодки для пассажирских, грузовых вагонов и для мотор-вагонного подвижного состава. Освоен выпуск тормозной колодки типа РИЦ.